# 董增燕
董增燕，中华人民共和国政治人物、全国脱贫攻坚先进个人。

## 生平
董增燕任肥西县卫生健康委党组成员、副主任，三级主任科员。因在脱贫攻坚战中作出突出贡献，2021年2月25日全国脱贫攻坚总结表彰大会上，董增燕被授予“全国脱贫攻坚先进个人”。